# Epinephelus goreensis
Epinephelus goreensis és una espècie de peix de la família dels serrànids i de l'ordre dels perciformes. Poden assolir els 140 cm de longitud total. Es troba des de Mauritània i el Senegal fins al sud d'Angola.